# ستيف باول (مدير مواهب)
ستيف باول (بالإنجليزية: Steve Paul)‏ هو مدير مواهب أمريكي، ولد في 28 أبريل 1941 في ذا برونكس في الولايات المتحدة، وتوفي في 21 أكتوبر 2012 في نيويورك في الولايات المتحدة.